# 2015 쿠프 드 라 리그 결승전
PSG는 전반전에 즐라탄 이브라히모비치가 2골을, 후반전에 에딘손 카바니가 2골을 추가하여 4–0으로 승리했다.